# Bukovac (Czarnogóra)
Bukovac (cyr. Буковац) – wieś w Czarnogórze, w gminie Plužine. W 2011 roku liczyła 62 mieszkańców.